# Ralina Doshkova
Ralina Doshkova   (Pàzardjik, 7 de juny de 1995) és una jugadora de voleibol de Bulgària. És internacional amb la Selecció femenina de voleibol de Bulgària, amb la qual va competir en el Grand Prix de Voleibol de 2015. A nivell de clubs ha jugat en el VC CSKA Sofia.